# 巴芬島洋流

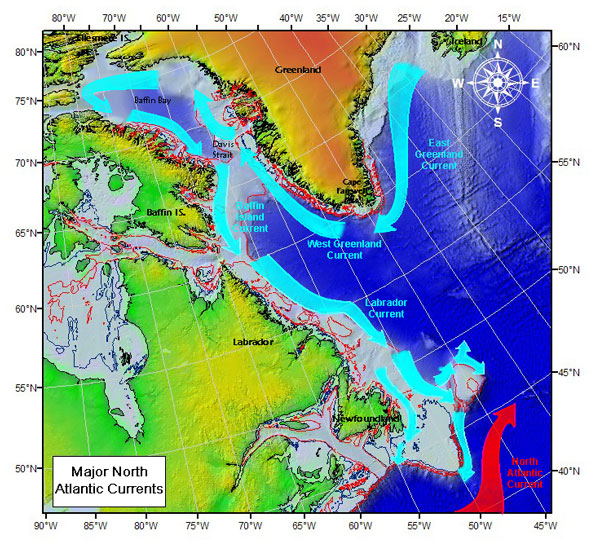
巴芬島洋流

巴芬島洋流（Baffin Island Current）為一個由北冰洋巴芬灣西部沿著巴芬島向南流的洋流。其源頭為西格陵蘭洋流及由北冰洋流出的水源。其流速約為每日17公里。